# 松倉恂
松倉 恂（まつくら じゅん/まこと、文政10年1月3日（1827年1月29日） - 明治37年（1904年）5月3日）は、幕末仙台藩の重臣。維新後は福澤諭吉のとりなしで官吏に転じた。通称は良助または良輔、のち亘と名乗る。

## 経歴

### 戊辰戦争
仙台藩町奉行・松倉保定（三右衛門）の子として陸奥国に生まれる。
藩主・伊達慶邦の小姓からすすみ、郡奉行及び出入司（勘定奉行並）に任命される。仙台藩内の開国派の代表格として、但木土佐、大槻磐渓と並んで仙台藩の洋式装備化に尽力。洋式軍隊・額兵隊の創設に際して、星恂太郎の才能を見出して大番士に任命させる。家老・但木土佐のもとで公儀使出入司として藩財政を取り仕切った。松本要人、大童信太夫、手塚庄左衛門、後藤正左衛門らと共に薩長に対する強硬な主戦派となる。
戊辰戦争が始まると、仙台藩の兵器奉行・軍艦奉行として江戸に在り、武器・弾薬の調達を担当。藩で保有していた銃砲器は旧式で役に立たず、江戸でオランダ商人から武器を購入した。ライフル銃1,500挺、エミエー銃1,300挺、ピストル300挺を配備させる。しかし、いざ戦争が始まると、伊達藤五郎、伊達筑前、伊達将監、伊達弾正、伊達安芸らの一門が非戦論を唱え始めて対立した。奥羽越列藩同盟結成に参加し、互角に戦争を進めていたが、榎本武揚艦隊の到着の遅れから、敗戦が濃厚になった。
榎本艦隊の到着があと一ヶ月早まれば、情勢は大きく変わったと分析されている。

### 維新後
戊辰戦争後、家財欠所、家跡没収の処分を受けた。福沢諭吉の政府へのとりなしにより、命は助かったが、明治2年（1869年）に幽閉。その後脱藩し、江戸に出て黒川剛（大童信太夫）らと共に慶應義塾に寄宿した。同門に、渡部久馬八（越後長岡藩士）、遠藤敬止（会津藩士）、猪飼麻次郎、浜野定四郎が居る。
慶應義塾を出た後は、仙台藩より伊達家家令を仰せつけられ、愛媛、岩手の各県に出仕。仙台区の「郡区町村編制法」によって、旧仙台城下は仙台区とされ、県は区役所を建てて初代仙台区長（現在の仙台市長）に就任した。松倉の仙台市の発展に寄与するところは大きく、富田鉄之助や遠藤敬止と共に東華学校・宮城英学校の創設や国立七十七銀行設立に尽力。他、大槻文彦と共に明治26年（1893年）に郷土史を研究する「仙台文摩会」を結成し、図書の収集保存に務めた。